# Găiseni (gmina)
Găiseni – gmina w Rumunii, w okręgu Giurgiu. Obejmuje miejscowości Cărpenișu, Căscioarele, Găiseni i Podu Popa Nae. W 2011 roku liczyła 5514 mieszkańców. 